# 安东·拉斐尔·门斯

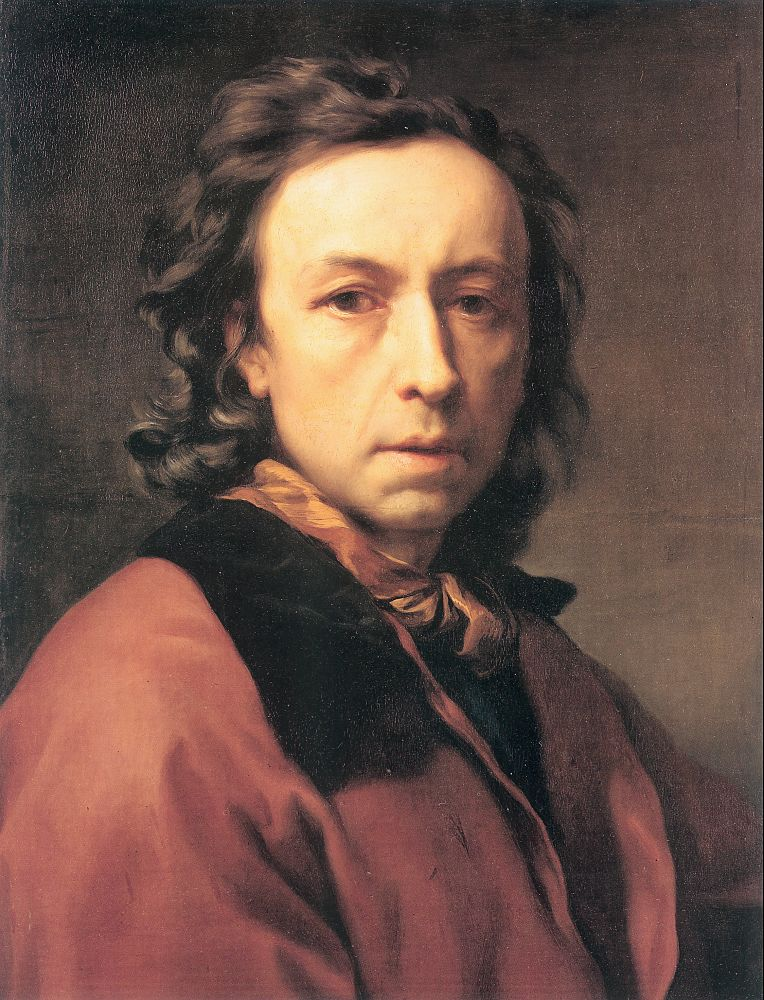
自画像

安东·拉斐尔·门斯（1728年3月12日—1779年6月29日），德国画家，新古典主义画派先驱之一。

## 生平
1728年，门斯出生于波希米亚拉贝河畔乌斯季。父亲伊斯梅尔·门斯是丹麦画家，在德累斯顿定居，1741年，他带着儿子来到罗马。
在罗马，他为阿尔巴尼别墅创作的壁画《诗坛》”为他赢得了声誉。作为一个主画家。1749年，他被任命为奥古斯特三世的首席画家，但是他依然把大量时间花费在罗马，在那里他娶了曾在1748年担任他的模特的玛格丽塔·谷阿兹为妻，并放弃了新教的信仰。1754年，他成为梵蒂冈绘画学校的主管。他曾两次接受卡洛斯三世的召见，前往马德里。在那里，门斯创作了一些他最好的作品，特别是马德里王宫宴会厅的天花板壁画，主题是《图拉真祝圣》和《荣誉圣殿》。在1777年完成这项工作后，门斯返回罗马，两年后在困境中去世，留下了20个孩子，其中7人由西班牙国王发放抚恤金。他的肖像画和自画像，洞察力丰富，注重细节，有时失于大气。